# 810.
810. je drugo desetletje v 9. stoletju med letoma 810 in 819. 